# Mauritz Lindström
Mauritz Lindström detto Marre (1945) è un ex sciatore alpino svedese.

## Biografia
Lindström vinse il titolo nazionale svedese nella discesa libera nel 1966; non ottenne risultati di rilievo in campo internazionale e non prese parte a rassegne olimpiche o iridate.

## Palmarès

### Campionati svedesi
- 1 oro (discesa libera nel 1966)[1]